# 梅多蘭茲 (明尼蘇達州)
梅多蘭茲（英語：Meadowlands）是一個位於美國明尼蘇達州聖路易斯縣的城市。

## 人口
根據2020年美國人口普查的數據，梅多蘭茲的面積為1.00平方千米，皆為陸地。當地共有人口134人，而人口密度為每平方千米134人。